# Хадем, Расул
Расул Хадем Азгади (перс. رسول خادم ازغدی‎; род. 18 марта 1972, Мешхед) — иранский борец вольного стиля, чемпион и призёр Олимпийских игр, двукратный чемпион мира, пятикратный чемпион Азии, победитель Азиатских игр. Брат Амира Резы Хадема, бронзового призёра олимпийских игр 1992 и 1996 годов и сын Мохамеда Хадема, участника олимпийских игр 1960 года.

## Биография
Тренировался вместе с братом у собственного отца.
В 1989 году был третьим на чемпионате мира в возрастной категории espoir. В 1990 году завоевал «серебро» Азиатских игр. В 1991 году стал чемпионом мира в возрастной категории espoir, победил на чемпионате Азии среди взрослых, а вот на чемпионате мира был лишь 24-м. В 1992 году вновь победил на чемпионате Азии.
На Летних Олимпийских играх 1992 года в Барселоне боролся в категории до 82 килограммов (средний вес). Участники турнира, числом в 19 человек в категории, были разделены на две группы. За победу в схватках присуждались баллы, от 4 баллов за чистую победу и 0 баллов за чистое поражение. В каждой группе определялись пять борцов с наибольшими баллами (борьба проходила по системе с выбыванием после двух поражений), они разыгрывали между собой места с первое по десятое. Победители групп встречались в схватке за первое-второе места, занявшие второе место — за третье-четвёртое места и так далее. Молодой борец оступился лишь раз, по существу в полуфинале, проиграв будущему чемпиону Кевину Джексону и занял второе место в группе. В схватке за третье место победил и получил бронзовую медаль олимпийских игр.
| Круг               | Соперник          | Страна                    | Результат | Основание     | Время схватки |
| ------------------ | ----------------- | ------------------------- | --------- | ------------- | ------------- |
| 1                  | Роберт Костецкий  | Польша                    | Победа    | 9-0 (3 балла) |               |
| 2                  | Дэвид Холь        | Канада                    | Победа    | 5-2 (3 балла) |               |
| 3                  | Пекка Раухала     | Финляндия                 | Победа    | 8-0 (3 балла) |               |
| 4                  | Себахаттин Озтюрк | Турция                    | Победа    | 3-0 (3 балл)  |               |
| 5                  | Кевин Джексон     | Соединённые Штаты Америки | Поражение | 1-3 (1 балл)  |               |
| Финал (за 3 место) | Ханс Гстёттнер    | Германия                  | Победа    | 6-0 (3 балл)  |               |

После олимпийских игр перешёл в полутяжёлый вес и в 1993 году завоевал звание сильнейшего в Азии. В 1994 году был третьим на розыгрыше Кубка мира и завоевал звание чемпиона мира, а также победил на Азиатских играх. В 1995 году стал двукратным чемпионом мира и четырёхкратным чемпионом Азии, а в 1996 — пятикратным.
На Летних Олимпийских играх 1996 года в Атланте боролся в категории до 90 килограммов (полутяжёлый вес). После первого круга, борцы делились на две таблицы: победителей и побеждённых. Победители продолжали бороться между собой, а побеждённые участвовали в утешительных схватках. После двух поражений в предварительных и классификационных (утешительных) раундах, борец выбывал из турнира. В ходе турнира, таким образом, из таблицы побеждённых убывали дважды проигравшие, но она же и пополнялась проигрывающими из таблицы победителей. В конечном итоге, определялись восемь лучших борцов. Не проигравшие ни разу встречались в схватке за 1-2 место, выбывшие в полуфинале встречались с победителями утешительных схваток и победители этих встреч боролись за 3-4 места и так далее. В категории боролись 21 спортсмен. Иранский борец, победив во всех встречах, в том числе победив в финале двукратного олимпийского чемпиона Махарбека Хадарцева, стал чемпионом олимпийских игр.
| Круг          | Соперник          | Страна    | Результат | Основание      | Время схватки |
| ------------- | ----------------- | --------- | --------- | -------------- | ------------- |
| 1             | Виктор Кодей      | Нигерия   | Победа    | 6-1 (6 баллов) | 5:00          |
| 2             | Ислам Байрамуков  | Казахстан | Победа    | 4-3 (4 балла)  | 5:00          |
| Четвертьфинал | -                 | -         | -         | -              | -             |
| Полуфинал     | Джамболат Тедеев  | Украина   | Победа    | 3-0 (3 балла)  | 6:41          |
| Финал         | Махарбек Хадарцев | Россия    | Победа    | 3-0            | 5:00          |

В 1998 году был четвёртым на Играх доброй воли и вторым на чемпионате мира. В 2002 году выступил на Гран-при Германии и занял 6 место.
Являлся членом Городского совета Тегерана с 2003 по 2013 год. Являлся техническим директором сборной Ирана по вольной борьбе, с 2012 года является главным тренером сборной Ирана. 4 января 2014 года был избран Президентом федерации борьбы Ирана, 12 января 2014 года подтверждён в должности главного тренера сборной, 20 января 2014 года избран исполнительного совета Национального олимпийского комитета Ирана.
В конце февраля 2018 года подал в отставку из-за политических разногласий.